# 서미어 암스트롱
사미라 암스트롱(Samaire Armstrong, 영어 발음: /sɑːˈmiːrɑː/, 1980년 10월 31일 ~ )은 미국의 배우이다.

## 출연 작품

### 영화
- 스테이 얼라이브 (2006)
- 더 세컨드 (2020) - 올리비아 역

### 텔레비전
- 그레이 아나토미 (2017)